# Pia Müller-Tamm
Pia Müller-Tamm (* 19. Mai 1957 in Ludwigshafen am Rhein) ist eine deutsche Kunsthistorikerin und ehemalige Direktorin (2009 bis 2023) der Staatlichen Kunsthalle Karlsruhe.

## Leben
Müller-Tamm arbeitete nach dem Abitur als Restauratorin und erwarb den Gesellenbrief im Malerhandwerk. Sie studierte Kunstgeschichte, Pädagogik, Volkskunde und Städtebau an den Universitäten Würzburg und Bonn. 1989 wurde sie mit der Dissertation Rumohrs „Haushalt der Kunst“. Zu einem kunsttheoretischen Werk der Goethezeit promoviert. Nach Praxiserfahrungen ging sie 1989 mit einem Werkvertrag der Getty Foundation an die Kunsthalle Mannheim. Von 1991 bis 1995 war sie dort als Kustodin der Graphischen Sammlung und des Kupferstichkabinetts tätig. 1995 wechselte sie auf eine Wissenschaftlerstelle in die Kunstsammlung Nordrhein-Westfalen in Düsseldorf. Von 2001 bis 2007 war sie Wissenschaftliche Leiterin von K20 Kunstsammlung Nordrhein-Westfalen, von Januar 2008 bis März 2009 interimistisch Leiterin von K20 K21 Kunstsammlung Nordrhein-Westfalen. Von Mai 2009 bis April 2023 war sie Direktorin der Staatlichen Kunsthalle Karlsruhe. Ein Schwerpunkt ihrer Tätigkeit liegt in der Konzeption und Realisierung von Ausstellungen, Symposien und Publikationen in Zusammenarbeit universitären Einrichtungen.
Pia Müller-Tamm ist Mitglied in zahlreichen Jurys, Auswahlkommissionen, wissenschaftlichen Beiräten und anderen Gremien, so u. a. von 1999 bis 2009 beim DAAD (Auswahlkommission Bildende Kunst) in Bonn, von 2006 bis 2018 bei der Klassik Stiftung Weimar (2008–2014 Stellvertr. Vorsitzende des Wissenschaftl. Beirats und Mitglied im Stiftungsrat), seit 2011 bei der Kulturstiftung der Länder (Ausstellungsausschuss und Kuratorium) in Berlin, von 2012 bis 2019 beim Deutschen Forum für Kunstgeschichte (Wissenschaftl. Beirat) in Paris, seit 2012 im Kunst- und Ausstellungsausschuss des Auswärtigen Amtes in Berlin sowie im Deutschen Nationalkomitee des Internationalen Kunsthistorikerkongresses CIHA, seit 2013 im Gesamtbeirat und im Museumsbeirat der Stiftung Preußischer Kulturbesitz in Berlin, seit 2015 ist sie Gutachterin der Volkswagen-Stiftung, Hannover („Opus magnum“), seit 2016 im Stiftungsrat der Ernst von Siemens-Kunststiftung, seit 2016 Mitglied im Kuratorium der Kunststiftung NRW und seit 2020 Jury-Mitglied der Maecenas-Ehrung durch den Arbeitskreis selbständiger Kultur-Institute e. V. – AsKI.
Pia Müller-Tamm hat zwei Schwestern, die ehemalige Ludwigshafener Oberbürgermeisterin Eva Lohse sowie die an der Berliner FU lehrende Literaturwissenschaftlerin Jutta Müller-Tamm.

## Publikationen (Auswahl)
- Rumohrs „Haushalt der Kunst“. Zu einem kunst-theoretischen Werk der Goethezeit (Dissertation). Hildesheim/Zürich/New York 1991
- Nazarenische Zeichenkunst. Bestandskatalog Zeichnungen und Aquarelle des 19. Jahrhunderts der Kunsthalle Mannheim, hg. v. Manfred Fath, Band 4, Berlin 1993.
- „... als breitete ein dichter Morgennebel seinen Schleier aus“ – Deutsche Landschaften im malerischen Spätwerk J.M.W. Turners, in: William Turner in Deutschland, hg. v. Manfred Fath, Ausst.-Kat. Kunsthalle Mannheim, Hamburger Kunsthalle, München 1995, S. 96–126, 264–267.
- Sehen zeigen – Sehen lassen. Blickinszenierung und Betrachteransprache in Schieles figürlichen Darstellungen, in: Egon Schiele – Inszenierung und Identität, hg. und mit einem Vorwort von Pia Müller-Tamm, Köln 1996, S. 7–43.
- Puppen Körper Automaten – Phantasmen der Moderne, zusammen mit Katharina Sykora, in: Puppen Körper Automaten – Phantasmen der Moderne, hg. v. Pia Müller-Tamm und Katharina Sykora, Ausst.-Kat. Kunstsammlung Nordrhein-Westfalen, Düsseldorf, Köln 1999, S. 65–93.
- Der „andere“ de Chirico. Zur Rezeption des Werkes in den achtziger Jahren, in: Die andere Moderne – de Chirico/Savinio, hg. v. Paolo Baldacci und Wieland Schmied, Ausst.-Kat. Kunstsammlung Nordrhein-Westfalen, Düsseldorf, Städtische Galerie im Lenbachhaus, München, 2001, S. 167–182.
- Henri Matisse. Figur Farbe Raum, in: Ausst.-Kat. Henri Matisse. Figur Farbe Raum, hg. von Pia Müller-Tamm, K20 Kunstsammlung Nordrhein-Westfalen, Düsseldorf/Ostfildern-Ruit 2005, S. 16–45.
- Double Infinity. Über Anfang und Ende in Sugimotos neuesten Werken, in: Hiroshi Sugimoto, hg. von Kerry Brougher und Pia Müller-Tamm, Ausst.-Kat. K20 Kunstsammlung Nordrhein-Westfalen, Düsseldorf, Ostfildern 2007, S. 33–43.
- Bilder unter Bildern. Zur Kunst von Pia Fries seit ihren Anfängen, in: Pia Fries. Krapprhizom Luisenkupfer, Ausst.-Kat. Staatliche Kunsthalle Karlsruhe, 2010, S. 8–23. Engl. Ausgabe: Pictures within Pictures. On the Art of Pia Fries from its Beginnings, S. 8–23.
- Bauen und Zeigen. Aus Geschichte und Gegenwart der Kunsthalle Karlsruhe, in: Bauen und Zeigen. Aus Geschichte und Gegenwart der Kunsthalle Karlsruhe, Ausst.-Kat. Staatliche Kunsthalle Karlsruhe 2014, S. 13–31.